# 25th Anniversary Misato Watanabe Complete Single Collection〜Song is Beautiful〜
『Song is Beautiful〜25th Anniversary Misato Watanabe Complete Single Collection〜』（ソング・イズ・ビューティフル トゥエンティフィフス・アニバーサリー・ミサト・ワタナベ・コンプリート・シングル・コレクション）は、2010年1月27日にリリースされた渡辺美里の5作目のベスト・アルバム (ESCL-3310/4)。

## 解説
この年、デビューから25周年を迎えた事を記念してリリースされた4枚組のベスト・アルバム。
デビュー以来、25年間にリリースされたシングル曲をすべてリマスタリングし、リリース順に収録。
佐野元春とのコラボレーション・シングル「Home Planet 〜地球こそ私の家〜」を、1990年8月のシングルリリース以来、初めてアルバムに収録した。
「君の弱さ」「メリーゴーランド」「12月の神様」「ドラえもんのうた」、および2008年以後にシングルリリースされた楽曲はアルバム初収録となっている。
両A面シングルのカップリング曲（「IT'S TOUGH」のカップリング「BOYS CRIED（あの時からかもしれない）」等）は未収録となっている。
豪華オフィシャル・フォトブック付の初回限定盤と通常盤の2形態でリリースされた（収録曲は同一）。

## 収録曲
- （リリースはシングルのリリース年月日）

### Disc.1
1. I'm Free
  - 作詞：Dean Pitchford、日本語詞：康珍化、作曲：Kenny Loggins、編曲：中村哲
  - 1985年5月2日リリース。ドラマ「スーパーポリス」主題歌。ケニー・ロギンスのカバー曲。原曲は映画「フットルース」の挿入歌。
  - ベスト・アルバム『M・Renaissance』にも収録されている。
2. GROWIN' UP
  - 作詞：神沢礼江、作曲：岡村靖幸、編曲：後藤次利
  - 1985年8月25日リリース。
  - アルバム『eyes』にも収録。
  - ベスト・アルバム『Sweet 15th Diamond』、『M・Renaissance』にも収録されている。
3. 死んでるみたいに生きたくない
  - 作詞：戸沢暢美、作曲：小室哲哉、編曲：後藤次利
  - 1985年12月5日リリース。
  - アルバム『eyes』にも収録。
4. My Revolution
  - 作詞：川村真澄、作曲：小室哲哉、編曲：大村雅朗
  - 1986年1月22日リリース。
  - アルバム『Lovin' you』にも収録。
  - ベスト・アルバム『She loves you』、『Sweet 15th Diamond』、『M・Renaissance』にも収録されている。
5. Teenage Walk
  - 作詞：神沢礼江、作曲：小室哲哉、編曲：大村雅朗
  - 1986年5月2日リリース。
  - アルバム『Lovin' you』にも収録。
  - ベスト・アルバム『Sweet 15th Diamond』、『M・Renaissance』にも収録されている。
6. Long Night（Edited Version）
  - 作詞：渡辺美里、作曲：岡村靖幸、編曲：大村雅朗
  - 1986年7月21日リリース。
  - アルバム『Lovin' you』に収録、後にシングルとしてリカット。
  - シングルは1分以上短いバージョンであり、この音源がアルバムに収録されるのは本作が初である。
7. BELIEVE
  - 作詞：渡辺美里、作曲：小室哲哉、編曲：大村雅朗
  - 1986年10月22日リリース。
  - アルバム『ribbon』にはリミックスで収録。
  - ベスト・アルバム『She loves you』、『Sweet 15th Diamond』、『M・Renaissance』にも収録されている。
8. IT'S TOUGH
  - 作詞：MISATO、作曲：伊秩弘将、編曲：西平彰
  - 1987年5月2日リリース。
  - アルバム『BREATH』にも収録。
  - ベスト・アルバム『Sweet 15th Diamond』、『M・Renaissance』にも収録されている。
9. 悲しいね
  - 作詞：渡辺美里、作曲・編曲：小室哲哉
  - 1987年12月2日リリース。
  - アルバム『ribbon』にもリミックスで収録。
  - ベスト・アルバム『Sweet 15th Diamond』、『M・Renaissance』にも収録されている。
10. 恋したっていいじゃない
  - 作詞：渡辺美里、作曲：伊秩弘将、編曲：清水信之
  - 1988年4月21日リリース。アルバム『ribbon』に収録。
  - ベスト・アルバム『She loves you』、『M・Renaissance』にも収録されている。
11. センチメンタル カンガルー
  - 作詞：渡辺美里、作曲・編曲：佐橋佳幸、ホーンアレンジ：清水信之
  - 1988年7月21日リリース。アルバム『ribbon』に収録、後にシングルとしてリカット。
  - ベスト・アルバム『Sweet 15th Diamond』にも収録されている。
12. 君の弱さ
  - 作詞：渡辺美里、作曲・編曲：佐橋佳幸、ホーンアレンジ：Greg Adams
  - 1988年10月21日リリース。アルバム初収録。
13. ムーンライト ダンス
  - 作詞：渡辺美里、作曲・編曲：小室哲哉
  - 1989年6月1日リリース。アルバム『Flower bed』にも収録。
  - ベスト・アルバム『Sweet 15th Diamond』にも収録されている。
14. すき (Apricot Mix)
  - 作詞：渡辺美里、作曲：大江千里、編曲：有賀啓雄
  - 1989年9月1日リリース。アルバム『Flower bed』に収録されているが、音源は後にシングルとしてリカットされたもの。
  - ベスト・アルバム『Sweet 15th Diamond』、『M・Renaissance』にも同じ音源が収録されている。

### Disc.2
1. 虹をみたかい
  - 作詞：渡辺美里、作曲・編曲：岡村靖幸
  - 1989年10月21日リリース。
  - アルバム『tokyo』とベスト・アルバム『She loves you』には tokyo mix として収録されている。シングルの音源がアルバムに収録されるのは本作が初である。
2. サマータイム ブルース
  - 作詞・作曲：渡辺美里、編曲：奈良部匠平
  - 1990年5月12日リリース。アルバム『tokyo』にも収録。
  - ベスト・アルバム『She loves you』、『Sweet 15th Diamond』、『M・Renaissance』にも収録されている。
3. 恋するパンクス
  - 作詞：渡辺美里、作曲・編曲：奈良部匠平
  - 1990年7月1日リリース。アルバム『tokyo』にも収録。
4. Power -明日の子供-
  - 作詞：渡辺美里、作曲・編曲：小室哲哉
  - 1990年9月21日リリース。アルバム『tokyo』にも収録。
5. 卒業
  - 作詞：渡辺美里、作曲・編曲：小室哲哉
  - 1991年4月18日リリース。アルバム『Lucky』にも収録。
  - ベスト・アルバム『Sweet 15th Diamond』にも収録されている。
6. 夏が来た!
  - 作詞：渡辺美里、作曲：大江千里、編曲：大村雅朗
  - 1991年6月21日リリース。アルバム『Lucky』にも収録。
  - ベスト・アルバム『She loves you』、『Sweet 15th Diamond』、『M・Renaissance』にも収録されている。
7. クリスマスまで待てない (雪だるま Version)
  - 作詞：渡辺美里、作曲：伊秩弘将、編曲：大村雅朗
  - 1991年11月21日リリース。アルバム『Lucky』に収録されているが、音源は「雪だるま Version」として後にシングルとしてリカットされたもの。
  - この音源がアルバムに収録されるのは本作が初である。
8. My Revolution -第2章-
  - 作詞：川村真澄、作曲：小室哲哉、オーケストレーション：大村雅朗
  - 1992年4月22日リリース。アルバム『HELLO LOVERS』にも収録。
9. 泣いちゃいそうだよ
  - 作詞：渡辺美里、作曲：岡村靖幸、編曲：大村雅朗
  - 1992年6月10日リリース。アルバム『HELLO LOVERS』にも収録。
10. メリーゴーランド
  - 作詞：渡辺美里、作曲・編曲：石井恭史
  - 1992年11月21日リリース。アルバム初収録。
11. いつか きっと
  - 作詞：渡辺美里、作曲・編曲：石井恭史
  - 1993年2月1日リリース。アルバム『BIG WAVE』にも収録。
  - ベスト・アルバム『She loves you』、『Sweet 15th Diamond』、『M・Renaissance』にも収録されている。
12. BIG WAVE やってきた
  - 作詞：渡辺美里、作曲：岡村靖幸、編曲：小林武史
  - 1993年7月1日リリース。アルバム『BIG WAVE』にも収録。
  - ベスト・アルバム『Sweet 15th Diamond』にも収録されている。
13. 真夏のサンタクロース
  - 作詞：渡辺美里、作曲：渡辺美里・佐橋佳幸、編曲：小林武史
  - 1994年5月21日リリース。アルバム『Baby Faith』にも収録。
  - ベスト・アルバム『M・Renaissance』にも収録されている。

### Disc.3
1. チェリーが3つ並ばない
  - 作詞：渡辺美里、作曲：石井恭史、編曲：小林武史
  - 1994年8月1日リリース。アルバム『Baby Faith』にも収録。
2. シンシアリー ［Sincerely］
  - 作詞：渡辺美里、作曲・編曲：小林武史
  - 1995年2月1日リリース。
  - ベスト・アルバム『She loves you』にも収録されている。
3. 世界で一番 遠い場所
  - 作詞：渡辺美里、作曲：石井恭史、編曲：清水信之
  - 1995年6月1日リリース。
  - ベスト・アルバム『She loves you』にも収録されている。
4. My Love Your Love (たったひとりしかいない あなたへ)
  - 作詞・作曲：渡辺美里、編曲：佐久間正英
  - 1996年6月17日リリース。アルバム『Spirits』にも収録。
  - ベスト・アルバム『Sweet 15th Diamond』、『M・Renaissance』にも収録されている。
5. 一緒だね
  - 作詞・作曲：渡辺美里、編曲：佐久間正英
  - 1997年5月28日リリース。アルバム『ハダカノココロ』にも収録。
  - ベスト・アルバム『Sweet 15th Diamond』にも収録されている。
6. 夏の歌
  - 作詞：渡辺美里、作曲：石井妥師、編曲：佐久間正英
  - 1997年7月30日リリース。
  - ベスト・アルバム『M・Renaissance』にも収録されている。
7. 素顔
  - 作詞：大江千里・渡辺美里、作曲：大江千里、編曲：石川鉄男
  - 1998年2月21日リリース。アルバム『ハダカノココロ』にも収録。
  - ベスト・アルバム『Sweet 15th Diamond』、『M・Renaissance』にも収録されている。
8. 太陽は知っている
  - 作詞：渡辺美里・大江千里、作曲：大江千里、編曲：有賀啓雄
  - 1998年6月20日リリース。アルバム『ハダカノココロ』にも収録。
  - ベスト・アルバム『Sweet 15th Diamond』、『M・Renaissance』にも収録されている。
9. 新しい日々
  - 作詞・作曲：渡辺美里、編曲：石川鉄男
  - 1998年11月21日リリース。
  - ベスト・アルバム『Sweet 15th Diamond』にも収録されている。
10. もっと 遠くへ…
  - 作詞・作曲：渡辺美里、編曲：有賀啓雄
  - 2000年5月24日リリース。アルバム『Love♥Go Go!!』にも収録。
11. 荒ぶる胸のシンバル鳴らせ
  - 作詞：渡辺美里、作曲：石井妥師、編曲：有賀啓雄
  - 2000年8月2日リリース。アルバム『Love♥Go Go!!』にも収録、後にシングルとしてリカットされた。
12. 夏灼きたまご
  - 作詞：チェリー☆ボンボン、作曲：佐橋佳幸・渡辺美里、編曲：有賀啓雄
  - 2001年7月18日リリース。アルバム『ソレイユ』にも収録。
  - ベスト・アルバム『M・Renaissance』にも収録されている。
13. やさしく歌って〜Killing me softly with his song〜
  - 作詞：Norman Gimbel、作曲：Charles Fox、編曲：井上ヨシマサ
  - 2002年2月20日リリース。原曲はロバータ・フラックの楽曲。アルバム『Café mocha 〜うたの木〜』にも収録されている。

### Disc.4
1. YOU〜新しい場所〜
  - 作詞・作曲：小渕健太郎、編曲：有賀啓雄
  - 2002年4月24日リリース。アルバム『ソレイユ』にも収録。
2. 12月の神様
  - 作詞：川村真澄、作曲：渡辺美里、編曲：有賀啓雄
  - 2002年12月4日リリース。アルバム初収録。
3. ドラえもんのうた
  - 作詞：楠部工、補作詞：ばばすすむ、作曲：菊池俊輔、編曲：金子隆博、台詞：大山のぶ代
  - 2003年6月18日リリース。オリジナル歌唱は大杉久美子。アルバム『テレビアニメ30周年記念 ドラえもんテレビ主題歌大全集』にも収録。渡辺名義のアルバムには初収録。
4. 小指
  - 作詞・作曲：森山公一、編曲：有賀啓雄
  - 2003年7月16日リリース。アルバム『ORANGE』にも収録。
5. 十の秘密
  - 作詞：渡辺美里、作曲・編曲：有賀啓雄
  - 2003年12月17日リリース。アルバム『Blue Butterfly』にも収録。
6. トマト
  - 作詞・作曲：槇原敬之、編曲：有賀啓雄
  - 2005年10月19日リリース。アルバム『Sing and Roses〜歌とバラの日々〜』にも収録。
7. おねがい太陽 〜夏のキセキ〜
  - 作詞：渡辺美里、作曲：伊秩弘将、編曲：高橋利光
  - 2006年6月21日リリース。アルバム『ココロ銀河』にはアルバムバージョンで収録。
  - シングルの音源がアルバムに収録されるのは本作が初である。
8. 青い鳥
  - 作詞：渡辺美里、作曲：川村結花、編曲：有賀啓雄
  - 2006年9月27日リリース。アルバム『ココロ銀河』にも収録。
9. その手をつないで
  - 作詞：渡辺美里、作曲：伊秩弘将、編曲：有賀啓雄
  - 2007年3月14日リリース。アルバム『ココロ銀河』にも収録。
10. yes
  - 作詞：渡辺美里、作曲：近藤薫、編曲：渡辺善太郎
  - 2008年2月6日リリース。アルバム初収録。
11. あしたの空
  - 作詞：渡辺美里、作曲：山口寛雄、編曲：光田健一
  - 2009年6月17日リリース。アルバム『Serendipity』にも収録。
12. 始まりの詩、あなたへ
  - 作詞・作曲：大江千里、編曲：野見祐二
  - 2009年10月21日リリース。原曲は岩崎宏美の楽曲。アルバム『Serendipity』にも収録。
13. Home Planet 〜地球こそ私の家〜
  - 作詞・作曲、編曲：佐野元春
  - 1990年8月22日リリース。佐野元春とのデュエット。アルバム初収録。